# 横浜市立横浜商業専門学校 (旧制)
| 横浜市立横浜商業専門学校 （Y専） | 横浜市立横浜商業専門学校 （Y専） |
| -------------------------------- | -------------------------------- |
| 創立                             | 1928年                           |
| 所在地                           | 横浜市中区 （現 横浜市南区）     |
| 初代校長                         | 前田幸太郎                       |
| 廃止                             | 1951年                           |
| 後身校                           | 横浜市立大学                     |
| 同窓会                           | 進交会                           |

横浜市立横浜商業専門学校 （よこはましりつよこはましょうぎょうせんもんがっこう） は、1928年 （昭和3年） に設立された旧制専門学校。略称はY専 （わいせん）。

前身となった横浜市立横浜商業学校 （略称： Y校） については、横浜市立横浜商業高等学校を参照。本項では、制度上の変遷を略述するにとどめる。

## 概要
- 旧制横浜市立横浜商業学校 （Y校） 専修科を母体に、公立では2番目の高等商業学校として設立された。本科の他、南方経済科を設置した。
- 第二次世界大戦中に横浜市立経済専門学校と改称された （官立の横浜経済専門学校とは別の学校）。
- 新制横浜市立大学商学部 （現 国際商学部） の前身である。
- 同窓会は 「社団法人 進交会」 と称し、旧制Y校および後身校 （旧制Y専、横浜市立大、横浜商業高） を包括する同窓会となっている。

## 沿革

### 前身校変遷

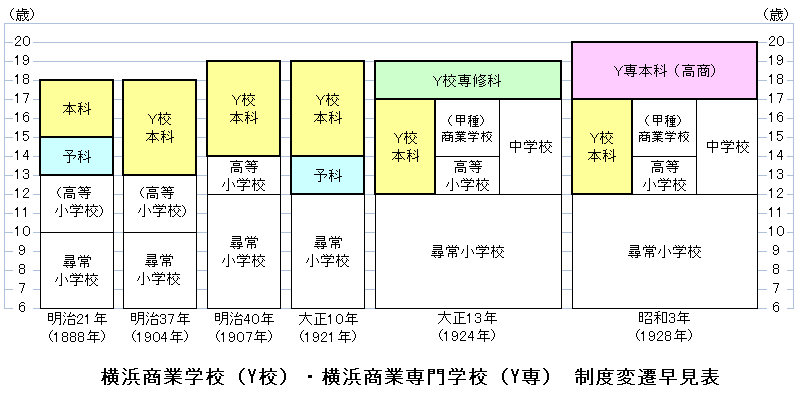
Y校・Y専制度変遷早見表

- 1882年3月20日： 横浜貿易商組合立横浜商法学校開設。
予科2年、本科3年。夜学部を併設 （1895年、横浜商業補習学校に改組）。
- 1888年2月： 横浜貿易商組合立横浜商業学校と改称。
予科2年、本科3年。予科入学資格は高等小学校卒業程度。
- 1892年4月： 横浜市本町外十三ヵ町立横浜商業学校となる。
- 1899年9月： 文部省より 「高等なる商業学校」 と認定される。
但し、高等商業学校 （3年制） よりは 1学年分格下。
- 1904年2月： 本科のみの 5年制に変更。入学資格は高等小学校卒業程度。
- 1916年5月： 校歌制定 （森林太郎作詞、小松耕輔作曲）。
- 1917年4月： 横浜市に移管され、横浜市立横浜商業学校と改称。
- 1921年4月： 予科 （2年制） を設置、7年制となる。
予科2年、本科5年。予科入学資格は尋常小学校卒業程度。
- 1923年9月： 関東大震災で校舎倒壊。9月16日、創立以来の校長 美澤進、現職のまま死去。
- 1924年4月： 予科を廃止、入学資格を変更、本科の上に専修科 （2年制） を設置。
本科5年、専修科2年。入学資格は、本科が尋常小学校卒業程度、専修科が中学校卒業程度 （高等商業学校と同じ）。

官立横浜高等商業学校の設置計画が発覚した1922年頃から、同窓会を中心に高等商業学校への昇格の気運が高まった。官立高商への合併案、Y校を年限延長して高等貿易語学校に昇格させる案 （市単独での昇格案） 等が検討され、結局、市単独で昇格する案が採用されたが、震災のため計画は頓挫した。文部省から 7年制をやめて 5年制に改めるよう要求されていた折でもあり、2年制の専修科を設置することで辛うじて 7年制を保った。

### 横浜市立横浜商業専門学校時代
- 1928年3月23日： 横浜市会で高商 （商専） への昇格案可決。
- 1928年3月30日： 文部省より商専設立認可。
- 1928年4月1日： 横浜市立横浜商業専門学校開校 （修業年限 3年の本科のみ）。
Y校専修科は廃止。専修科1年修了者は Y専2年生として編入。
Y校本科は存続し、1948年に新制横浜市立横浜商業高等学校 （新制Y校） となった。
- 1928年5月5日： Y専 1年生・2年生合同で第1回入学式。同7日、授業開始。
- 1931年： 校名改称問題が発生。
高商と認識されない事例が多かったため、改称要求運動に発展したが、結局改称されず。
- 1933年10月： 横浜経済研究所を付置。
- 1939年4月： Y校同窓会、社団法人化が認可され、「社団法人 進交会」 と改称。
名称は創立時の校長 美澤進の名、および美澤の訓示 「人と進んで交わり共に資質を高めよ」 に拠る。
- 1943年4月： 南方経済科を設置 （修業年限1年の別科）。
第一外国語は英語・支那語からの選択、第二外国語は馬来語。
- 1943年9月： 「Y」 の徽章廃止 （戦時の敵性語排斥の影響）。新徽章は 「横商専」。

### 横浜市立経済専門学校時代
- 1944年4月： 横浜市立経済専門学校 （横経専） と改称。
- 1949年4月： 新制横浜市立大学発足。
  - 経専は商学部の母体、横浜経済研究所は附属経済研究所となった。
- 1951年3月： 横浜市立経済専門学校、閉校。

## 校地
Y専は発足当初、前身校である横浜商業学校 （Y校） 校舎 （南太田校舎、現 横浜市南区南太田） に同居していた。1934年、市内の貿易商 松浦吉松から校舎建設費 7万円の寄付を受け、1935年8月、隣接地に独自校舎 （木造） を建造 （井土ヶ谷校舎）。1944年4月、Y専校舎は新設の市立医学専門学校仮校舎に転用され、Y専は再び Y校と同居した。1945年5月、空襲により図書館、研究所等を焼失。戦後の1946年3月、Y専は木造校舎に復帰。南太田校舎は現在も横浜市立横浜商業高等学校 （新制Y校） の校地である。
学制改革により Y専は横浜市立大学商学部に包括され、金沢区六浦町瀬戸に移転し、閉校の日を迎えた （六浦校舎、現 横浜市立大学金沢八景キャンパス。旧海軍航空技術廠跡で、旧制横浜医科大学予科の所在地）。

## 歴代校長
- 校長事務取扱： 矢田長之助 （1928年4月 - 1929年12月）
  - 横浜商業学校校長事務取扱 （1926年7月 - 1929年12月）
- 校長事務取扱： 大西一郎 （1929年12月 - 1930年5月）
- 校長事務取扱： 武田英一 （1930年5月 - 1932年7月）
  - 元台北高等商業学校校長。
- 初代校長： 前田幸太郎 （1932年7月 - 1951年3月）
  - 元山口高等商業学校教授。新制横浜市立大学 初代商学部長、第3代学長。

## 著名な出身者
- 野並豊 - 崎陽軒代表取締役会長。
- 伊藤雅俊 - イトーヨーカ堂、セブン-イレブン・ジャパン、デニーズジャパン、セブン&アイ・ホールディングスなどの設立者 （元社長）。
- 伊東政吉 - 経済学者。一橋大学名誉教授。商専から東京商科大学に進学。
- 宮澤健一 - 経済学者。一橋大学名誉教授・元学長。日本学士院会員。経専から東京商科大学に進学。
- 田中正司 - 横浜市立大学名誉教授。商専から東京商科大学に進学。
- 小森英夫 - 同和鉱業元社長。

## 関連書籍
- 藤田剛志・江藤武人（編）　『横浜市立大学商学部創基百年史』　財界評論新社、1982年12月。